# Federação Sergipana de Futsal
La Federação Sergipana de Futsal (conosciuta con l'acronimo di FSFS) è un organismo brasiliano che amministra il calcio a 5 nella versione FIFA per lo stato di Sergipe.
Fondata il 30 aprile 1959, la FSFS ha sede nel capoluogo Aracaju ed ha come presidente Manuel Meneses Cruz. La sua selezione non ha mai vinto il Brasileiro de Seleções de Futsal, e non è mai giunta sul podio della medesima competizione. A livello di selezioni giovanili è giunta terza al Brasileiro de Seleções Juvenil de Futsal del 1980.